# Boutiquea platypetala
Boutiquea es un género monotípico de plantas fanerógamas perteneciente a la familia de las anonáceas. Su única especie: Boutiquea platypetala (Engl. & Diels) Le Thomas, es nativa de África occidental.

## Descripción
Es un árbol o arbusto de 4 m de altura, a menudo formando varios tallos en la base y rodeado de muchos retoños de 0,5-1 m de altura.

## Distribución y hábitat
Se encuentra en las tierras bajas del bosque siempreverde, son abundantes en el sotobosque con Sacoglottis gabonensis, en suelos arenosos y rocosos; a una altitud de 100-200 metros. Es endémica a la costa de Camerún y Fernando Poo (Bioko). La especie está amenazada por la tala de los bosques.

## Taxonomía
Boutiquea platypetala fue descrita por (Engl. & Diels) Le Thomas y publicado en Adansonia., v. 532, en el año 1965.
Sinonimia
- Neostenanthera platypetala (Engl. & Diels) Pellegr. (1950)
- Stenanthera platypetala Engl. & Diels[4]